# Claude Poher
Claude Poher (Bretagna, 19 febbraio 1936) è un ingegnere e ufologo francese.
Ha lavorato al CNES ed è conosciuto per la creazione del GEPAN, organismo pubblico francese dedicato allo studio degli UFO.

## Biografia
Conseguito un diploma tecnico, Poher ha studiato ingegneria ed è diventato ingegnere elettronico e ingegnere in ricerca spaziale; successivamente ha conseguito il Ph.D. in astrofisica. Dopo gli studi ha cominciato a lavorare al Centre national de la recherche scientifique (CNRS) e poi è passato al Centre national d'etudes spatiales (CNES), dove ha lavorato per 33 anni. Nell'ambito del CNES, Poher si è occupato di ricerche in astronomia spaziale, robotica spaziale e di studi riguardanti l'uso dell'energia nucleare per future missioni spaziali a scopo civile e scientifico; successivamente è diventato direttore del Dipartimento di ricerca sui razzi-sonda.
Poher ha partecipato anche a programmi di ricerca internazionale di astronautica riguardanti l'esplorazione della Luna, l'esplorazione dei pianeti e la realizzazione di stazioni spaziali. Poher fa parte dell'International Academy of Astronautics. Ha partecipato a numerosi congressi internazionali di astronautica, nell'ambito dei quali ha presieduto sessioni su ricerche di astronomia spaziale e studi riguardanti la fattibilità di missioni spaziali interstellari.
Interessatosi di ufologia a seguito di un incontro con l'astronomo e ufologo Josef Allen Hynek nel corso di un viaggio di lavoro negli USA, ha promosso in Francia la fondazione del GEPAN, organismo ufficiale francese dedicato allo studio degli UFO. Poher ha diretto il GEPAN nel biennio 1977-1978 per poi rientrare nel CNES, ma continuando ad occuparsi di ufologia privatamente. Ritiratosi dal CNES, Poher ha organizzato a Tolosa un laboratorio privato di ricerche in fisica. Poher è appassionato di navigazione marittima da diporto e di aeronautica ed è un pilota privato con 45 anni di esperienza. Claude Poher è parente di Alain Poher, già presidente del Senato di Francia.

## Premi e riconoscimenti
- Ordine nazionale al merito di Francia
- Medaglia del CNES
- Premio astronautico dell'Association aéronautique et astronautique de France (AAAF)

## Teoria degli universoni
Dopo il ritiro dal CNES, Poher ha elaborato una propria teoria sulla gravità, che ha chiamato "teoria degli universoni"; secondo tale teoria, la gravità sarebbe dovuta a particolari particelle, che Poher ha chiamato "universoni". Secondo la teoria degli universoni, sarebbe possibile effettuare viaggi interstellari mediante l'antigravità. Poher ritiene che gli UFO siano veicoli spaziali extraterrestri che userebbero l'antigravità come mezzo di propulsione, cosa che spiegherebbe le loro particolari prestazioni aeronautiche. Poher ha esposto la sua teoria in un libro pubblicato nel 2003.
La teoria di Poher ha ricevuto varie critiche, tra cui quelle del fisico Jean-Pierre Petit.